# Сабельникова, Евгения Алексеевна
Евге́ния Алексе́евна Са́бельникова (род. 15 мая 1951, Ленинград, РСФСР, СССР) — советская киноактриса.

## Биография
Евгения Сабельникова родилась 15 мая 1951 года в городе Ленинграде.
В 1966 году увлеклась театром, начала заниматься в Театре юношеского творчества (ТЮТ) при Ленинградском дворце пионеров.
В 1972 году окончила актёрский факультет Ленинградского государственного института театра, музыки и кинематографии (ЛГИТМиКа) (курс профессора Леонида Фёдоровича Макарьева). Сразу после окончания института была распределёна в штат киностудии «Ленфильм».
В 1974 году перешла на киностудию «Мосфильм» (Московский государственный театр киноактёра) и работала там до 1985 года.
В конце 1980-х годов эмигрировала с мужем и детьми в Германию. В настоящее время живёт в Германии, занимается переводами, преподавала историю русской культуры.

## Семья
Отец — Алексей Евгеньевич Сабельников (ум.), окончил исторический факультет ЛГУ, полковник, сотрудник ГлавПУРа.
Мать — Галина Ивановна (ум.), работала бухгалтером.
Муж — гражданин Австрии, журналист. Есть взрослые сын и дочь.
В середине 1970-х имела романтические отношения с актёром Валерием Золотухиным.

## Фильмография
- 1970 — Ночная смена — Наташа, подруга и соседка Нади по общежитию
- 1970 — Семь невест ефрейтора Збруева — подруга Надежды
- 1971 — Холодно — горячо — Светлана
- 1972 — Учитель пения — Наташа, невеста Димы
- 1972 — Последние дни Помпеи — Наташа
- 1973 — С весельем и отвагой — Люся
- 1973 — Старые стены — Ирина, дочь Анны Георгиевны
- 1973 — О тех, кого помню и люблю — Катя Сомова
- 1974 — Три дня в Москве — гостья бабушки (нет в титрах)
- 1974 — Горя бояться — счастья не видать — Настя
- 1975 — От зари до зари — Валя Рожнова, младшая дочь
- 1976 — Жить по-своему — Лена, дочь Василия Балышева, манекенщица
- 1976 — Наследники — Валя
- 1976 — Просто Саша — Елена Михайлова, подруга Саши
- 1976 — Вы мне писали… — Ирина, помощник режиссёра
- 1977 — Схватка в пурге — Елена
- 1979 — Молодость с нами — Ольга Колосова, дочь Павла Петровича
- 1980 — Ты должен жить
- 1981 — Оленья охота — Ольга
- 1982 — Смерть на взлёте — Таня, сотрудник КГБ
- 1983 — Витя Глушаков — друг апачей — Людмила Глушакова, мама Вити
- 1983 — Обещаю быть! — Ольга Сергеевна, воспитатель
- 1985 — Мы обвиняем — Эльза Краймер, журналист